# Прапор Саудівської Аравії
Прапор Саудівської Аравії  — один з офіційних символів Саудівської Аравії. Затверджений 15 березня 1973 року, хоча до цього дизайн прапора та його використання не регламентувалось. На зеленому полотні написана шахада (мусульманський символ віри) та шабля.
Шахада на прапорі:
- араб. لا إله إلا الله محمد رسول الله
- араб. [Ашхаду] Аль-ля Иллаха Иль-ла Аллах , уа [Ашхаду] анна Мухаммаду расулю Аллах
- укр. [Засвідчую, що] нема Бога крім Аллаха , і [засвідчую, що] Мухаммад посланець Його

Зелений колір на прапорі символізує іслам. Шабля символізує справедливість.
Слід зазначити, що прапор Саудівської Аравії ніколи не буває приспущений, навіть під час жалоби. Крім цього його завжди роблять з двох однакових частин, щоб шахада завжди була написана правильно.

## Галерея історичних прапорів

Варіант, який використовувався з 1932 по 1934 рік з білою стрічкою біля древка.
Варіант, який використовувався з 1934 по 1938 рік, з тоншою стрічкою.
Варіант, який використовувався з 1938 по 1973 рік, без стрічки.